# Société nationale d'horticulture de France
Ne doit pas être confondu avec Académie d'agriculture de France.
La Société nationale d'horticulture de France (SNHF) est une association loi de 1901 ayant pour objectif la diffusion des connaissances et savoir-faire horticoles. Créée en 1827, elle fait partie des sociétés savantes qui ont contribué au développement de l'horticulture jusqu'à aujourd'hui.
Association reconnue d'utilité publique et d'intérêt général, la SNHF développe des projets et activités diversifiés : conférence, colloques et journées d'étude, voyages et visites, concours et prix, démonstrations ou encore publications.
Elle s'adresse aux jardiniers amateurs, aux professionnels du végétal, aux sociétés d'horticultures et établissements d'enseignement horticole et collectivités territoriales.

## Histoire

### Une société savante auXIXesiècle
Initiée par le vicomte Héricart de Thury, la Société d'horticulture de Paris est créée le 11 juin 1827,. C'est la première société savante d'horticulture créée en France, avec 400 membres fondateurs. Héricart de Thury est élu président un mois après en juillet.
À l'origine elle est composée de personnages de la haute société, certains d'entre eux déjà membres de la Société royale d'Agriculture ; ils souhaitent développer de nouvelles techniques culturales et acclimater des espèces exotiques ; la « société savante » a pour but de réunir ces amateurs de plantes et jardins afin qu'ils partagent leurs expériences et leur savoir-faire.
En 1835, elle devient la Société royale d'horticulture de Paris, appellation accordée par Louis-Philippe. Le 30 novembre 1852, la Société est reconnue d'utilité publique sous le nom de Société impériale et centrale d'Horticulture.[réf. nécessaire] Napoléon III est son protecteur.
En 1841, une seconde société est créée qui rassemble surtout des praticiens et change plusieurs fois de nom : Cercle des conférences horticoles du département de la Seine en 1841, Cercle général d'horticulture en 1842, enfin Société nationale d'horticulture de la Seine en 1848,.
Les deux sociétés fusionnent en 1854 ; en 1855 la nouvelle société prend le nom de Société impériale et centrale d'horticulture de France, et un décret du 11 août la reconnaît d'utilité publique. Entre 1855 et 1883 le « impériale » est devenu « nationale » et le nom est Société nationale et centrale d'horticulture de France.
En 1885, elle devient la Société nationale d’horticulture de France et de nombreuses sociétés départementales y sont rattachées. Cette institution fait partie d'un mouvement de fondation des sociétés savantes qui cherchaient à associer la théorie et la pratique, pour diffuser les connaissances et les savoir-faire de l'art des jardins.

### Reconnaissance de son utilité publique en 1855
En 1854, les deux sociétés fusionnent et prennent le nom de Société Impériale d'Horticulture de France, sous la présidence de Charles de Morny. Elle est reconnue d'utilité publique par décret en date du 11 août 1855. En 1860, elle s’installe au 84, rue de Grenelle dans le 7e arrondissement de Paris, où elle construit les locaux qu'elle occupe encore,.
En 1885, la société, qui entre-temps avait changé de nom pour celui de Société nationale et centrale d'horticulture de France, prend son nom définitif : Société nationale d’horticulture de France. À partir de 1844 et pendant plus d'un siècle, des femmes se constituent en « dames patronnesses du Cercle général d'horticulture » et mènent diverses activités à caractère social.

### Implications durant la Seconde guerre mondiale
Pendant l'Occupation, la salle de la Société nationale d'horticulture est louée, et accueille notamment, en 1941, le congrès du Parti populaire français, et une réunion du Comité d'information ouvrière et sociale en 1943.

## Dénominations
- Société d'horticulture de Paris
- Société Royale d'Horticulture
- Société Impériale Centrale d'Horticulture
- Société Nationale d'Horticulture de France (SNHF) en 1885.

## Missions et activités

### Colloques, conférences et journées d'études
Afin de diffuser les savoirs horticoles au plus grand nombre, la SNHF organise régulièrement des conférences. Chaque année, le conseil scientifique organise un colloque. Les journées de conférences et d'échanges (JCE) déclinent, avec une approche plus pratique et appliquée, le thème du colloque scientifique de l'année précédente. Elles sont réparties dans différentes villes de France,,.
Elle participe à des salons et manifestations.

### Concours, prix et diplômes
Chaque année depuis 2000, la SNHF organise un concours national des jardins potagers (CNJP) qui récompense les jardins potagers remarquables du point de vue esthétique, présentant une grande diversité de légumes cultivés ainsi que des bonnes pratiques de jardinage. Ce concours est organisé en partenariat avec la Semae, l'association Jardinot et la FNJFC (Fédération nationale des jardins familiaux et collectifs),.
Depuis 2011, la SNHF organise un concours intitulé Jardiner autrement, qui récompense les jardiniers engagés dans une démarche de réduction ou de suppression des pesticides au jardin. Ce concours est organisé dans le cadre du plan Ecophyto piloté par le ministère chargé de l'Écologie, avec le soutien de l'Agence française pour la biodiversité. Jardiner autrement est aussi un projet plus global englobant d'autres actions, comme l'organisation de concours photos ou de formations en ligne.
À partir de 2023 la SNHF organise le concours Jardins secrets. Il est le premier concours national de jardins privés. Ce concours est ouvert à tous les propriétaires de jardins, petits ou grands, en France métropolitaine, du moment que leur jardin ne soit pas ouvert au public à des fins commerciales. Il a pour but de récompenser des jardiniers débutants ou aguerris qui souhaitent faire partager leurs bonnes pratiques pour concilier art de vivre et esthétique.
La SNHF décerne différents prix pour distinguer les travaux dans l'horticulture. Ainsi, le conseil scientifique de la SNHF décerne les prix de projet et prix de thèse, qui distinguent des travaux d'étudiants et de doctorants dont les résultats innovants sont susceptibles de développements pratiques au bénéfice de l'horticulture. 
La section roses de la SNHF organise quant à elle le Grand Prix de la rose qui, qui depuis 2008, distingue des variétés de rosiers beaux, résistants et s'adaptant aux exigences climatiques des différentes régions de France,. Des variétés commercialisées depuis moins de cinq ans sont présentées. Elles sont examinées trois ou quatre fois par an pendant trois ans par soixante-dix spécialistes dans sept sites partenaires,. Enfin, le prix Josette Moreau-Després récompense tous les deux ans des œuvres d'art inspirées d'un poème sur le thème du végétal créées par des artistes féminines.
Depuis 1976, la SNHF est chargée officiellement de l'enseignement de l'art floral. Elle délivre un diplôme d'animation florale artistique (DAFA), qui sélectionne toute personne apte à enseigner l'art du bouquet et à réaliser des animations. Ce diplôme, agréé par le ministère de l'Éducation nationale, donne droit à différents titres : assistant animateur, animateur et professeur.

### Mise à disposition des collections
Créée dès la fondation de la SNHF, la bibliothèque compte 10 000 monographies, dont 4 274 monographies anciennes, et 3 200 documents, 1 289 périodiques spécialisés. En octobre 2017, la bibliothèque est inaugurée dans de nouveaux locaux, avec l'ouverture d'une nouvelle salle de lecture. Depuis 2011, en partenariat avec la Bibliothèque nationale de France dont elle est devenue un pôle associé, la SNHF numérise son fonds afin de le rendre accessible au plus grand nombre ; les collections de la bibliothèque numérique sont ainsi accessibles via Gallica.
L'accès libre aux collections numériques de la SNHF se fait via un portail dédié dénommé Hortalia, mis en place depuis 2012.
De plus, la numérisation permet à la SNHF de sauvegarder son fonds patrimonial : la dématérialisation des ressources permet de limiter la manipulation des documents fragiles ou précieux. 05/2025[réf. nécessaire].

### Service de réponses aux questions relatives à l'horticulture
« Hortiquid » est un service de réponses aux questions des jardiniers amateurs et une base de données réalisé en partenariat avec Le Figaro. Près de 150 bénévoles de haut niveau : chercheurs, enseignants, professionnels ou amateurs éclairés répondent à toutes les questions relatives au jardin et au jardinage : reconnaissance des végétaux, santé des plantes, biodiversité, environnement, économie, science, histoire des jardins…[source secondaire souhaitée]

### Publications
Depuis 1947, Jardins de France est la revue de la Société nationale d'horticulture de France. Dans cette publication de nombreux articles sont consacrés aux plantes et à leurs sciences, à des rencontres et découvertes et des conseils techniques. Chaque numéro comprend aussi un dossier thématique central pouvant aborder tous les thèmes en rapport avec l'horticulture qu'ils soient d'actualité ou historiques. Des reportages peuvent concerner les jardins, les hommes ainsi que la botanique.
De nombreux documents sont édités à l'occasion des colloques, des journées d'études et des expositions, et sont proposés sur place ou par internet.

## Organisation

### Adhérents
La Société nationale d'horticulture de France rassemble des adhérents divers. Ceux-ci sont répartis dans quatre collèges :
- Collège 1, regroupant les particuliers qu'ils soient jardiniers amateurs ou experts, chercheurs, étudiants, ou encore propriétaires de jardins (600 adhérents en 2018) ;
- Collège 2, des associations et personnes morales à but non lucratif, tels que les sociétés savantes horticoles, les établissements d'enseignement horticole (180 adhérents en 2018) ;
- Collège 3, des professionnels de la filière horticole (production, distribution, paysage) et des organisations professionnelles représentatives (37 adhérents en 2018) ;
- Collège 4, des structures publiques, comme les collectivités territoriales, les structures administratives publiques (22 adhérents en 2018)[37].

### Conseil d'administration
La Société nationale d’horticulture de France est dirigée par un conseil d’administration de 24 élus, représentatifs des quatre collèges d’adhérents de l’association élu tous les trois ans :  
Son président élu le 10 juin 2021 est Jean-Pierre Gueneau.

#### Anciens présidents
- 1939 : Alfred Nomblot (1868-1948)

### Comité fédérateur
Le comité fédérateur est une structure dédiée par la Société nationale d'horticulture de France aux sociétés adhérentes.
Il est composé de dix-huit membres élus au sein du collège 2 pour trois ans.
Il exerce des missions statutaires : avis sur les demandes d'adhésion des associations, patronage d’événements horticoles, label Floralies.

### Conseil scientifique
Les membres du conseil scientifique sont des universitaires, des chercheurs, des responsables d'organismes et d'entreprises, des présidents des activités de la SNHF.
Les publications du conseil scientifique, notamment sur les purins d'orties, sont parfois contestées.

### Autres activités

#### Les sections
Onze sections thématiques regroupent des adhérents pour des visites de jardins, conférences, concours, expositions, démonstrations, bourses aux plantes, publications, expérimentations. Leurs thèmes sont : Arbres et arbustes ; Art des jardins ; Art floral ; Beaux-arts ; Cactées et succulentes ; Fuchsias et pélargoniums ; Hydrangea ; Orchidées ; Plantes vivaces ; Potagers et fruitiers ; Roses.

#### Les groupes de travail
Il existe également des groupes de travail, des commissions spécialisées et des groupes dédiés à des projets tels « Jardiner autrement », « épidémiosurveillance », ou « Biocontrôle », MOOC Santé des plantes, qui  s'inscrivent dans le cadre des conventions signées avec l'ONEMA devenue depuis Agence française pour la Biodiversité.